# BePink/Saison 2020
Dieser Artikel listet den Kader und die Siege des Radsportteams BePink in der Saison 2020 auf.

## Kader
| Teamkader 2020     | Teamkader 2020   | Teamkader 2020 | Teamkader 2020                       |
| Name               | Geburtsdatum     | Land           | Vorheriges Team                      |
| ------------------ | ---------------- | -------------- | ------------------------------------ |
| Camilla Alessio    | 23. Juli 2001    | Italien        |                                      |
| Grace Anderson     | 9. Juli 1997     | Neuseeland     | Drops (2019)                         |
| Vania Canvelli     | 21. Oktober 1997 | Italien        | Top Girls Fassa Bortolo (2018)       |
| Giorgia Catarzi    | 15. Juni 2001    | Italien        |                                      |
| Simona Frapporti   | 14. Juli 1988    | Italien        | Hitec Products-Birk Sport (2018)     |
| Markéta Hájková    | 14. März 2000    | Tschechien     | Servetto-Piumate-Beltrami TSA (2019) |
| Valentina Landuzzi | 18. Mai 1994     | Italien        |                                      |
| Chiara Perini      | 9. Dezember 1997 | Italien        | Top Girls Fassa Bortolo (2018)       |
| Silvia Valsecchi   | 19. Juli 1982    | Italien        | Top Girls-Fassa Bortolo (2011)       |
| Melissa van Neck   | 13. Oktober 1991 | Tschechien     | Team Dukla Praha (2018)              |
| Silvia Zanardi     | 3. März 2000     | Italien        |                                      |
|                    |                  |                |                                      |
| Quelle: UCI        |                  |                |                                      |

## Siege
| Siege    | Siege                              | Siege      | Siege  | Siege            | Siege |
| Datum    | Rennen                             | Staat      | Klasse | Siegerin         |       |
| -------- | ---------------------------------- | ---------- | ------ | ---------------- | ----- |
| 19. Jan. | Women's Tour Down Under, 4. Etappe | Australien | 2.Pro  | Simona Frapporti |       |